# Lusine Djanyan
Lusine Djanyan, född 1 maj 1981 i Kirovabad i Azerbajdzjanska SSR (nu Ganja i Azerbajdzjan), är en armenisk-rysk konstnär och aktivist. Hon är känd bland annat för sin medverkan i konstnärskollektivet Pussy Riot. Hon lever sedan 2017 i exil i Sverige.

## Biografi
Djanyan föddes i Kirovabad, i Azerbajdzjan. Som barn i en armenisk familj tvingades hon 1988 lämna Azerbajdzjan, på grund av pogromer mot armenier i landet. Mellan 2004 och 2013 var hon lektor vid Krasnodars statliga universitet för kultur och konst(ru), där hon upplevde sig ha goda villkor och konstnärlig frihet.
En vändpunkt för henne var 2008, när Ryssland invaderade Georgien; detta väckte en stor motståndsrörelse mot den egna regimen i Ryssland. Djanyans engagemang och aktiviteter ledde till att hon 2013 blev uppsagd från sin lektorstjänst.
Senare kom hennes make Aleksej Knedljakovskij att dömas till 15 dagars fängelse, för en aktion där han hängt ett ortodoxt kors runt halsen på en staty av den sovjetiska säkerhetstjänstens medgrundare Felix Dzerzjinskij. Samtidigt fick Djanyan fick ta emot frågor från polisen om vad som kunde hända med deras son, om han skulle hamna på barnhem och växa upp utan föräldrar.
Dessa och liknande händelser gjorde att paret kände att måttet var rågat, och de bestämde sig 2017 för att fly och söka asyl i Sverige. Sent hösten 2018 fick de avslag på sin asylansökan. Beslutet överklagades, och 2019 fick familjen veta att de kunde stanna.
År 2019 bjöds Djanyan och Knedjljakovskij in till SVT:s satirprogram Svenska nyheter, där de inledningsvis fick prata om hur de ursprungligen nekats asyl i Sverige. Senare i programmet stormade de in i sändningen, iklädda Pussy Riots karaktäristiskt färgglada balaklavor och med en banderoll med budskapet "Stoppa Nordstream 2". Samtidigt ropade de slagord mot Putin och kriget i östra Ukraina,. Därefter bars de ut ur studion.
Paret konstaterade 2022 att Nordstream 2 verkligen stoppades tre år senare, till följd av Rysslands invasion av Ukraina. De menade dock att åtgärderna kommit för sent.
Lusine Djanyan var värd för Sommar i P1 den 16 augusti 2022.
Sedan kriget i Nagorno-Karabach återigen blossade upp 2020 har hennes aktivism i Sverige framför allt riktats mot Ilham Alijev. Hon har vid flera tillfällen upplevt trakasserier i Sverige för aktivismen mot Azerbajdzjan.